# 排便
排便（はいべん）とは、大便を排泄すること。
本項では特に断らないかぎり、ヒトの排便について説明する。

## しくみ
肛門にある括約筋が弛緩し、体内の便が体外に排出されるものである。
さらに具体的に説明すれば、新たに胃の中に食べ物が入ると、脳からの信号により大腸に蠕動運動が起こり、便を大腸末端部に位置するS字結腸に送り込む。そこに便が送り込まれると、便が大腸を刺激し、脳からの命令によって排便反射が起こり、便意を催す。便意を催すと大腸は肛門にある内肛門括約筋を弛緩させると共に、同時に下腹部の腹圧を上げ、息みやすいようにする。一方、外肛門括約筋は便の漏れを防ぐために弛緩せずに収縮する。
息むことによって、直腸下部が膨張し、より垂直に近い形になり、排便を促しやすくする。そして直腸の収縮が起こり、同時に外肛門括約筋も弛緩する。その作用によって直腸下部に滞留していた便が肛門を経て体外に押し出される。

### 姿勢

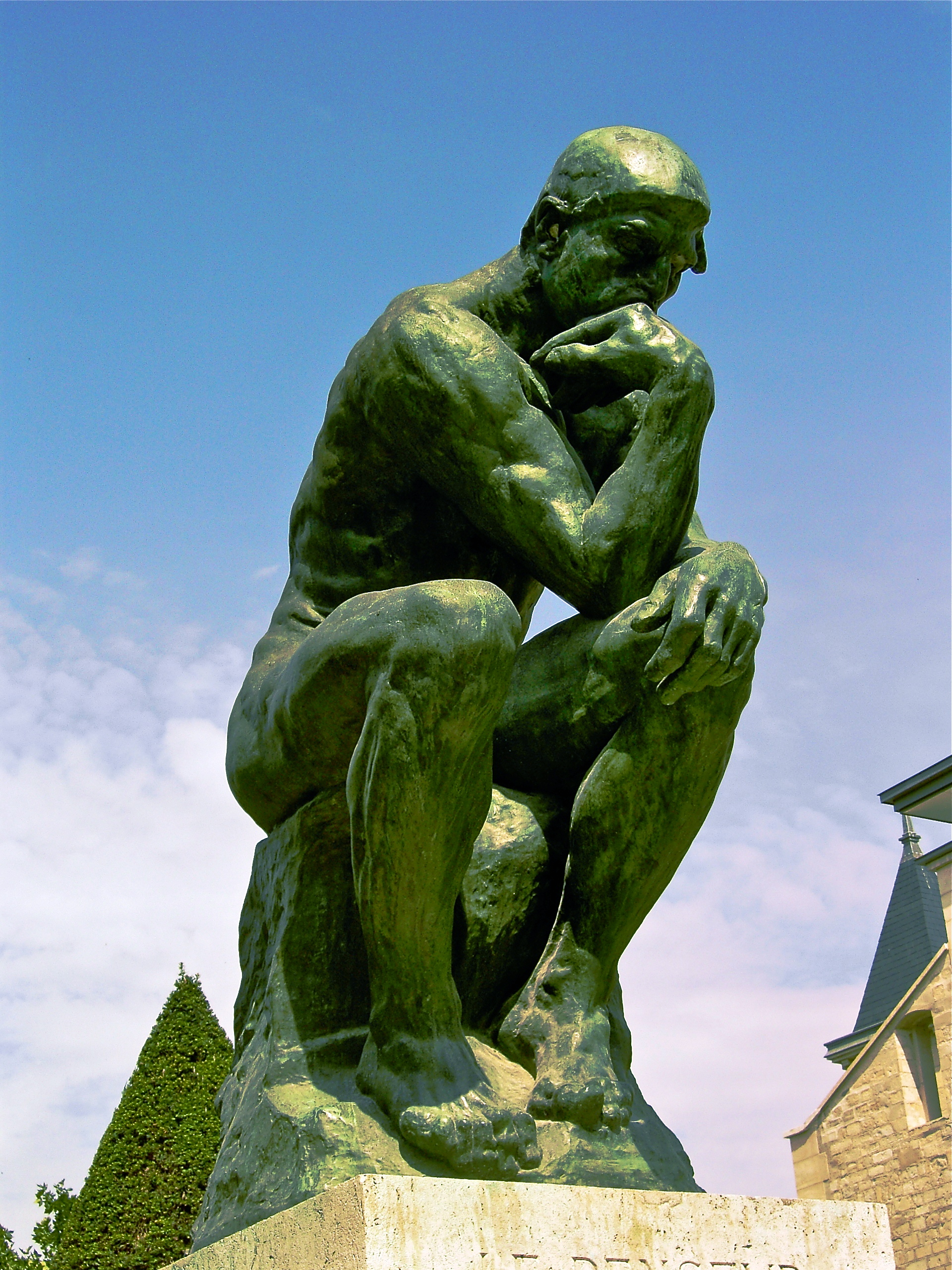
ロダン作「考える人」。この様な姿勢が良いとされる

立っている状態や寝ている状態での排便が難しいのは、S字結腸の位置が肛門に対して垂直になるからであり、座ることによって位置が直線上になる。故に、やや前傾姿勢でしゃがむのが、最も排便しやすい姿勢であるといえる。排便時の座位姿勢は、直腸肛門角が開くよう少し前傾姿勢で、たとえるならロダンの彫刻「考える人」の様な姿勢が良いとされる。更に、腹筋に力が入りやすいように踵を少し上げたり、脇腹を両手で押さえて腹圧を与える方法もある。

## しつけ
幼児期の発育段階において、排便のしつけは重要な位置を占める。一般的には、1歳半～2歳ぐらい、遅くとも6歳ぐらいまでの課題となり、この排便のしつけのことをトイレットトレーニングと呼ぶ。
おむつを着用している段階では、まだ子供は排便感覚を把握できていない。しかし、保育者が合図などを送ることによって、子供に「うんちが出る感覚」を覚えさせる必要がある。
使用する道具はおまる、又は便器などに設置する踏み台や補助便座などで、自分の力で「うんちを出す」習性を身に付かせる。
保育者が毎日時間を決めて便座に座らせて上手く誘導すれば、一歳前でもトイレで排便できることがあるが、失敗したとき不用意に叱るとトレーニングが振り出しに戻ってしまうことも多い。あくまで「成功したときに褒める」ことが基本である。
感覚を掴んだ頃になると、自主的にトイレに行かせる訓練が必要になる。ここでは規則正しい食生活も重要で、本人にとっての排便のサイクル、便の堅さなどを保育者が観察して、出そうなタイミングを見計らって「ウンチは？」など思い出させる。また、トイレを汚さない方法、用便後にしっかりと拭くことなど基本的なマナーを覚えさせて、ほぼトレーニングは終了となる。
ただし、中学生ぐらいまでは家の中では出来ていても外で躊躇してしまう傾向のある児童生徒もいる。特に男子の場合は、小便と大便で便器が分かれていることが多いため、学校でトイレの個室を利用すると友達にからかわれたり変なあだ名をつけられたりすることが度々あるため、便意を感じても帰宅するまで我慢することも往々にしてある。また、自宅のトイレはほとんどが洋式となっていることから、学校のトイレが和式の場合、「落ち着かない」・「使い方がわからない」・「運動器に問題があって使用できない」 などの理由によって利用を控えてしまい、排便のサイクルに狂いが生じ、便秘や痔疾などを招いてしまうことによる健康への影響が心配されている。そのため、公立小中学校トイレの洋式化が進められており、2023年9月に68%が洋式となった。

## 疾病
排便がスムーズにできない便秘、便がもれてしまう便失禁、便が正常でない下痢などがある。また肛門部にできる痔などは排便時の障害になる。

## 排便場所による分類

### トイレまたはポータブルトイレでの排便

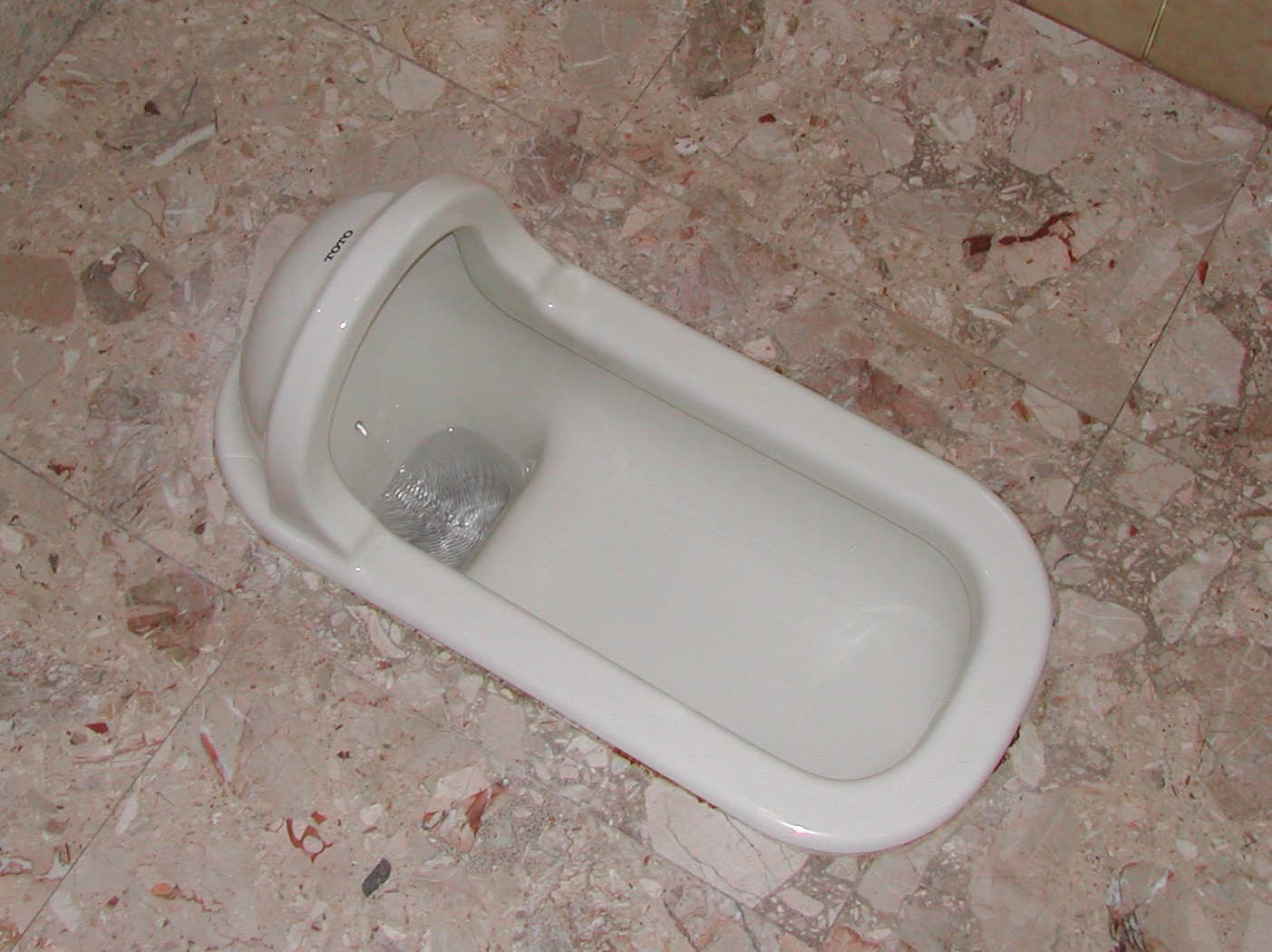
和式便器の例

男女共に洋式便器では腰掛けて、和式便器ではしゃがんで（ウンコ座りまたはウンチングスタイルと呼ぶ者もいる）行う。幼児に和式便器を使用させる場合は、保護者などの補助が必要になることも多い。和式派からは、踏ん張りが利いて出やすくなる上に、脚が鍛えられるという利点を上げたり、現代人の体力や忍耐力低下の一因に便器の洋式化を挙げる者もいる。

### 道端などトイレ以外での排便
道端、屋外等近くにトイレのない場所において便意を催し、我慢できない場合にやむを得ず行う（屋外排泄）。
一般的に屋外で排便することを野糞（のぐそ）と呼び、電車の中など、室内のトイレ以外の場所で行われる場合は、便失禁または脱糞などと呼ばれる。
また、登山などアウトドア時の隠語として、雉撃ち（きじうち）・お花摘み（おはなつみ）という用語もあるが、これらの隠語は大小便どちらにも用いられるため、必ずしも大便の排泄を意味するとは限らない。
罪悪感、羞恥心などから草むらや薮などの端の方で体を隠してしゃがんでする。排泄物は持ち帰ることが望ましいが土に埋めてしまう事もある。
排尿の場合は男性はそもそもトイレットペーパーによる後始末が不要であり、衛生上性器を拭う必要がある女性の場合も野外ではティッシュペーパーが廃棄物となるため、例外的に残尿の後始末をしない場合が多い。しかし、大便の場合後始末を怠った場合の悪臭や衛生上の健康リスクが(女子の)小便の比ではないことから、ほぼ必ずティッシュペーパーを使用した後始末が行われ、急な下痢などでティッシュペーパーを持たずに用を足した場合も植物の葉や流水などで代用することが大半である。このため、女性の野外排尿のように後始末を省略する事態は極めて稀である。ティッシュなど紙は分解されにくくゴミとして長く残ってしまうため、使用した場合は必ず持ち帰って処分しなければならない。
特に、登山等アウトドアにおいては、環境保護・公衆衛生の観点から野糞は行わず、携帯トイレを持参し、排泄物を持ち帰ることが望ましい。
基本的に故意に他人の敷地などで排便を行った場合は軽犯罪法違反であるが、予想できない渋滞の発生時、トイレのない電車の車内などで突然便意を催した場合などは、やむを得ないとして罪に問われず許されることもある。
野糞や便失禁をしなくて済む対策としては、
- 下痢気味の人は、外出時は予め建物に入ったらトイレの場所を確認する
- 外出時にアイスクリームなどお腹を冷やす物を食べない
- 下痢止めを常に携帯する

などの方法がある。